# Net (commande)
net est une commande MS-DOS permettant de gérer et récupérer des informations sur le réseau.

## Usage de la commande
La commande retourne une aide sur la liste des sous-commandes:
La syntaxe de cette commande est :
```
NET
    [ ACCOUNTS | COMPUTER | CONFIG | CONTINUE | FILE | GROUP | HELP |
      HELPMSG | LOCALGROUP | PAUSE | SESSION | SHARE | START |
      STATISTICS | STOP | TIME | USE | USER | VIEW ]

```

## Sources & Références
1. ↑  « NET user », sur technet.microsoft.com (consulté le 31 janvier 2018)
2. ↑  Directement testé sur cmd.exe